# El Bnoud
El Bnoud (în arabă البنود) este o comună din provincia El Bayadh, Algeria.
Populația comunei este de 1.607 locuitori (2008).